# Lê Uyên Phương
Lê Uyên Phương là nghệ danh chung của đôi vợ chồng nhạc sĩ Lê Minh Lập (sinh ngày 2 tháng 2 năm 1941 – mất ngày 29 tháng 6 năm 1999) và ca sĩ Lê Uyên (tên thật Lâm Phúc Anh, sinh ngày 17 tháng 7 năm 1952). Lê Uyên Phương nổi tiếng bởi việc sáng tác và trình diễn những tình khúc ca ngợi tình yêu nồng nàn, lãng mạn tại Sài Gòn trước năm 1975.

## Cuộc đời
Lê Minh Lập sinh ra và lớn lên tại Đà Lạt. Cha của ông vốn họ Phan, nhưng vì cuộc cách mạng của Phan Bội Châu nên phải đổi thành họ Lê. Mẹ là Công Tôn Nữ Phương Nhi - con gái thứ chín của vua Thành Thái. Do giấy tờ bị thất lạc trong thời chiến tranh nên ông phải làm lại giấy khai sinh hai lần, nhân viên làm giấy tờ nhầm thành Lê Minh Lộc rồi Lê Văn Lộc. Nghệ danh Lê Uyên Phương là ông lấy chữ Phương trong tên mẹ, cùng với chữ Uyên tên người bạn gái đầu tiên mà ghép thành.
Bài nhạc đầu tay “Buồn đến bao giờ” được ông sáng tác năm 1960 tại Pleiku.
Lâm Phúc Anh lúc đó mới 15 tuổi, là con của một gia đình thương gia khá giả và nề nếp ở khu người Hoa ở Sài Gòn, được gia đình đưa lên Đà Lạt để học trường Tây nội trú. Nhà Lê Uyên Phương và Lâm Phúc Anh ở sát nhau - số 18 và 22 Võ Tánh, Thành phố Đà Lạt. Hai người quen rồi kết hôn vào năm 1968. Hầu hết các ca khúc của Phương từ đây về sau đều tặng vợ.
Mùa xuân năm 1970, nhà thơ Đỗ Quý Toàn từ Sài Gòn lên Đà Lạt họp với anh em hướng đạo sinh. Người thân của Lê Uyên Phương cho ông Toàn nghe một băng cassette mà Lê Uyên Phương thu tại nhà. Ông Toàn giật mình nói với người thân rằng làm sao thu xếp để ông Toàn gặp Lê Uyên Phương vào ngày hôm sau. Lần gặp ấy, ông Toàn nói với anh: “Bất cứ lúc nào anh xuống Sài Gòn thì gặp tôi”. Trong kỳ nghỉ Tết, Lê Uyên Phương cùng vợ xuống Sài Gòn và gặp lại Đỗ Quý Toàn. Đỗ Quý Toàn giới thiệu Lê Uyên Phương cho nhà báo Đỗ Ngọc Yến, một người hoạt động phong trào văn nghệ sinh viên. Ông Yến tổ chức cho Lê Uyên Phương buổi biểu diễn đầu tiên tại Trường Quốc gia Âm nhạc và Kịch nghệ. Lúc đó, có nhiều phóng viên hỏi Lê Uyên Phương là ai? Ông buột miệng chỉ vợ rồi nói: “Đây là Lê Uyên. Còn tôi là Phương”. Từ đó Lâm Phúc Anh gắn liền với nghệ danh Lê Uyên. Lúc hai người song ca được gọi Lê Uyên và Phương.
Trong vòng 19 ngày, Lê Uyên Phương biểu diễn liên tục các show cho sinh viên Văn khoa, Luật khoa, Sư Phạm, Y Khoa, rồi tới Đài Truyền hình Việt Nam lẫn quán cà phê Con Nai Vàng của nhạc sĩ Cung Tiến. Nhờ vậy, Lê Uyên Phương có được hợp đồng biểu diễn tại 5 phòng trà Sài Gòn, mỗi đêm hát thù lao là 5000 đồng cho mỗi điểm biểu diễn 3 bài (lương giáo viên của anh hồi đó là 5, 6 ngàn/tháng) trong vòng bốn năm.
Từ Đà Lạt vào Sài Gòn, Lê Uyên Phương đã đem đến một luồng gió mới cho tân nhạc Việt Nam với những ca khúc nồng nàn, khắc khoải và đôi khi bàng bạc, triết lý như "Bài ca hạnh ngộ", "Dạ khúc cho tình nhân", "Lời gọi chân mây", "Vũng lầy của chúng ta"... được giới trẻ đón nhận nồng nhiệt.
Mỗi ca khúc của Lê Uyên Phương đều mang cảm thức hạnh phúc lẫn chia lìa. Bởi theo Lê Uyên Phương, tình yêu của một chàng trai 27-28 tuổi mang trong mình căn bệnh quái ác không biết ra đi lúc nào, với cô gái phơi phới mới lớn như Lâm Phúc Anh, đối với ông là quá lớn.
Năm 1979, hai vợ chồng Lê Uyên Phương rời Việt Nam, đến định cư tại Miền Nam California, Hoa Kỳ. Đây là nơi ra đời hai cô con gái Lê Uyên Uyên và Lê Uyên My.
Năm 1984, Lê Uyên bị trúng đạn lạc từ hai băng đảng thanh toán nhau nên phải ngừng biểu diễn trên các sân khấu ca nhạc hải ngoại. Khoảng thời gian sau tai nạn đó, cả hai lặng yên sắp xếp lại cuộc sống chứ không phải chia tay như nhiều lời đồn thổi. Mãi đến năm 1990, Lê Uyên mới trở lại sân khấu với tiết mục trong chương trình Paris By Night số 11.
Lê Uyên Phương mất vì bệnh ung thư phổi ngày 29 tháng 6 năm 1999 tại bệnh viện UCI (University of California, Irvine).

## Nhận định
| “                                                | Đó là những khúc ca không mang tham vọng như của Trịnh Công Sơn, chẳng hạn để cầu nguyện cho Việt Nam hoặc cho “da vàng”, hoặc để giải quyết chiến tranh hay giải quyết bất cứ vấn đề chính trị, xã hội nào hết. Chúng thuần chủ đề cá nhân: Đôi tình nhân... | ” |
| — Trích từ bìa sau tập nhạc Khi Loài Thú Xa Nhau | |   |

## Tác phẩm
Danh sách này không đầy đủ, bạn cũng có thể giúp mở rộng danh sách.

### Ấn bản

Lê Uyên Phương trên bìa một tờ nhạc.

| Năm         | Tựa                                     | Nội dung                     |
| ----------- | --------------------------------------- | ---------------------------- |
| 1960 - 1967 | Yêu Nhau Khi Còn Thơ                    | Tập nhạc 10 bài / Album nhạc |
| 1967 - 1969 | Khi Loài Thú Xa Nhau                    | Tập nhạc 12 bài / Album nhạc |
| 1970 - 1972 | Uyên Ương Trong Lồng                    | Tập nhạc                     |
| 1973        | Bầu Trời Vẫn Còn Xanh                   | Tập nhạc                     |
| 1983        | Biển, Kẻ Phán Xét Cuối Cùng             | Nhật ký, thơ, ca khúc        |
| 1985 - 1988 | Trái Tim Kẻ Lạ                          | Tập nhạc                     |
| 1973 - 1975 | Con Người, Một Sinh Vật Nhân Tạo 1      | Chưa ấn hành                 |
| 1973 - 1975 | Con Người, Một Sinh Vật Nhân Tạo 2      | Chưa ấn hành                 |
| 1979 - 1983 | Trại Tỵ Nạn Và Các Thành phố Lớn        | Chưa ấn hành                 |
| 1988        | Trái Tim Kẻ Lạ                          | Băng nhạc                    |
| 1977 - 1990 | Lục Diệp Tố                             | Chưa ấn hành                 |
| 1990        | Không Có Mây Trên Thành phố Los Angeles | Truyện và tùy bút            |

### Ca khúc
- Bài ca hạnh ngộ
- Bên đồi lau xanh (thơ Thái Tú Hạp)
- Bên Hồ Than Thở
- Bông hồng cho người ngã ngựa (thơ Nguyễn Hoàng Đoan)
- Buồn đến bao giờ
- Chiều phi trường
- Cho lần cuối
- Có được cuộc đời
- Còn nắng trên đồi
- Dạ khúc cho tình nhân
- Đá xanh
- Để lại cho em (thơ Hoàng Khởi Phong)
- Đêm chợ phiên mùa đông
- Đôi khi hạnh phúc buồn
- Đưa người tuyệt vọng
- Hãy ngồi xuống đây
- Hết rồi những ngày vui
- Khi xa Sài Gòn (thơ Kim Tuấn)
- Không nhìn nhau lần cuối
- Khúc hát nhân tình (thơ Phong Vũ)
- Kỷ niệm trong chiều
- Là giọt máu bầm trong trái tim tôi
- Loài hươu đa cảm (thơ Dã Dương)
- Lời gọi chân mây
- Mắt biếc xanh và ngực tôi (thơ Huy Tưởng)
- Một dạ hội buồn
- Một ngày vui mùa đông
- Nàng đã bỏ quên
- Nàng đã đến với tôi
- Ngồi lại trên đồi
- Người đã cho người
- Nỗi buồn dâng hiến
- Ở đây thôi ở đây đành (thơ Trịnh Cung)
- Tình khúc cho em
- Tôi đứng trên đồi mây trổ bông (thơ Phạm Công Thiện)
- Tôi muốn tin, tôi muốn yêu cuộc đời (thơ Nguyễn Xuân Thiệp)
- Trên da tình yêu
- Uống nước bên bờ suối
- Vũng lầy của chúng ta
- Yêu nhau trong phận người

## Trình diễn trên sân khấu

### Trung tâm Thúy Nga
| STT | Tiết mục                          | Thể hiện với | Chương trình      | Năm  |
| --- | --------------------------------- | ------------ | ----------------- | ---- |
| 1   | Trên Da Tình Yêu (Lê Uyên Phương) | Lê Uyên      | Paris By Night 36 | 1996 |

### Trung tâm Asia
| STT | Tiết mục                                                                | Thể hiện với                                                | Chương trình | Năm  |
| --- | ----------------------------------------------------------------------- | ----------------------------------------------------------- | ------------ | ---- |
| 1   | Cho Lần Cuối (Lê Uyên Phương)                                           | Lê Uyên                                                     | ASIA 7       | 1995 |
| 2   | LK Vũng Lầy Của Chúng Ta, Tình khúc Cho Em (Lê Uyên Phương)             | Lê Uyên                                                     | ASIA 8       | 1995 |
| 3   | Lời Gọi Chân Mây (Lê Uyên Phương)                                       | Lê Uyên                                                     | ASIA 9       | 1995 |
| 4   | Hãy Ngồi Xuống Đây (Lê Uyên Phương)                                     | Lê Uyên                                                     | ASIA 10      | 1995 |
| 5   | Uống Nước Bên Bờ Suối (Lê Uyên Phương)                                  | Lê Uyên                                                     | ASIA 12      | 1996 |
| 6   | Dạ Khúc Cho Tình Nhân (Lê Uyên Phương)                                  | Lê Uyên                                                     | ASIA 24      | 1999 |
| 7   | LK Cho Lần Cuối, Vũng Lầy Của Chúng Ta, Khi Xa Sài Gòn (Lê Uyên Phương) | Lê Uyên (dùng lại hình ảnh và giọng hát của Lê Uyên Phương) | ASIA 27      | 1999 |